# Josh Hamilton (baseball)
Pour l’article homonyme, voir Josh Hamilton.
Joshua Holt Hamilton (né le 21 mai 1981 à Raleigh, Caroline du Nord, États-Unis) est un voltigeur de la Ligue majeure de baseball.
Champion frappeur et joueur par excellence de la Ligue américaine en 2010, il compte cinq sélections au Match des étoiles en cinq ans avec les Rangers du Texas et est lauréat de trois Bâtons d'argent. Il est nommé meilleur joueur de la Série de championnat 2010 de la Ligue américaine.

## Biographie

### Les débuts
Après des études secondaires à la Athens Drive High School de Raleigh (Caroline du Nord), Josh Hamilton est drafté le 2 juin 1999 par les Devil Rays de Tampa Bay au premier tour de sélection (1er choix). Il empoche un bonus de 3,96 millions de dollars à la signature de son premier contrat professionnel. Son entrée dans les Ligues majeures est retardée par plusieurs blessures, un grave accident de voiture survenu en 2001 et une longue bataille contre la dépendance aux drogues dures et à l'alcool.
En février 2004, alors qu'il s'apprête à rejoindre le camp d'entraînement des Devil Rays, il est suspendu pour 30 jours pour avoir contrevenu à la politique du baseball majeur sur les drogues. Selon la politique en vigueur à cette époque, pour écoper de cette suspension Hamilton a dû échouer au moins deux tests de dépistage pour des substances interdites autre que la marijuana. De nouvelles suspensions pour des offenses du même type sont imposées à Hamilton en mars 2004, durant l'hiver suivant et en novembre 2005. Il ne joue pas au baseball de 2004 à 2006. En juin 2006, la Ligue majeure de baseball lui donne la permission de jouer au baseball professionnel. Il revient au jeu dans les ligues mineures avec les Hudson Valley Renegades, un club de la New York - Penn League affilié aux Devil Rays de Tampa Bay.
Le 7 décembre 2006, les Cubs de Chicago réclament Hamilton des Devil Rays via le repêchage de règle 5 et cèdent immédiatement le joueur aux Reds de Cincinnati en échange de 50 000 dollars.
Hamilton fait ses débuts en Ligue majeure le 2 avril 2007 sous l'uniforme des Reds. Il est l'auteur d'une solide première saison en 2007 avec notamment une moyenne au bâton de ,292 et 19 coups de circuit.

### Rangers du Texas
Les Reds échangent Hamilton aux Rangers du Texas le 21 décembre 2007 contre Danny Herrera et Edinson Volquez.
Hamilton honore deux sélections au Match des étoiles en 2008 et 2009. Il termine septième du vote désignant le MVP de la saison 2008 en Ligue américaine.
Le 17 août 2008, il devient le sixième joueur seulement dans l'histoire des majeures à se voir accorder un but-sur-balles intentionnel avec les buts remplis, ce qui coûte automatiquement un point à l'équipe en défensive un point. Le manager des Rays de Tampa Bay, Joe Maddon, utilisa cette stratégie inusitée qui permit aux Rangers de réduire à 7-4 l'avance de l'équipe adverse. Le frappeur suivant, Marlon Byrd, fut retiré et les Rays l'emportèrent par ce score.
Il est nommé meilleur joueur du mois dans la Ligue américaine en avril et mai 2008. Il reçoit aussi le titre de joueur du mois en juin 2010, après avoir frappé dans une moyenne au bâton de ,454 avec neuf coups de circuit et 31 points produits.

#### Saison 2010

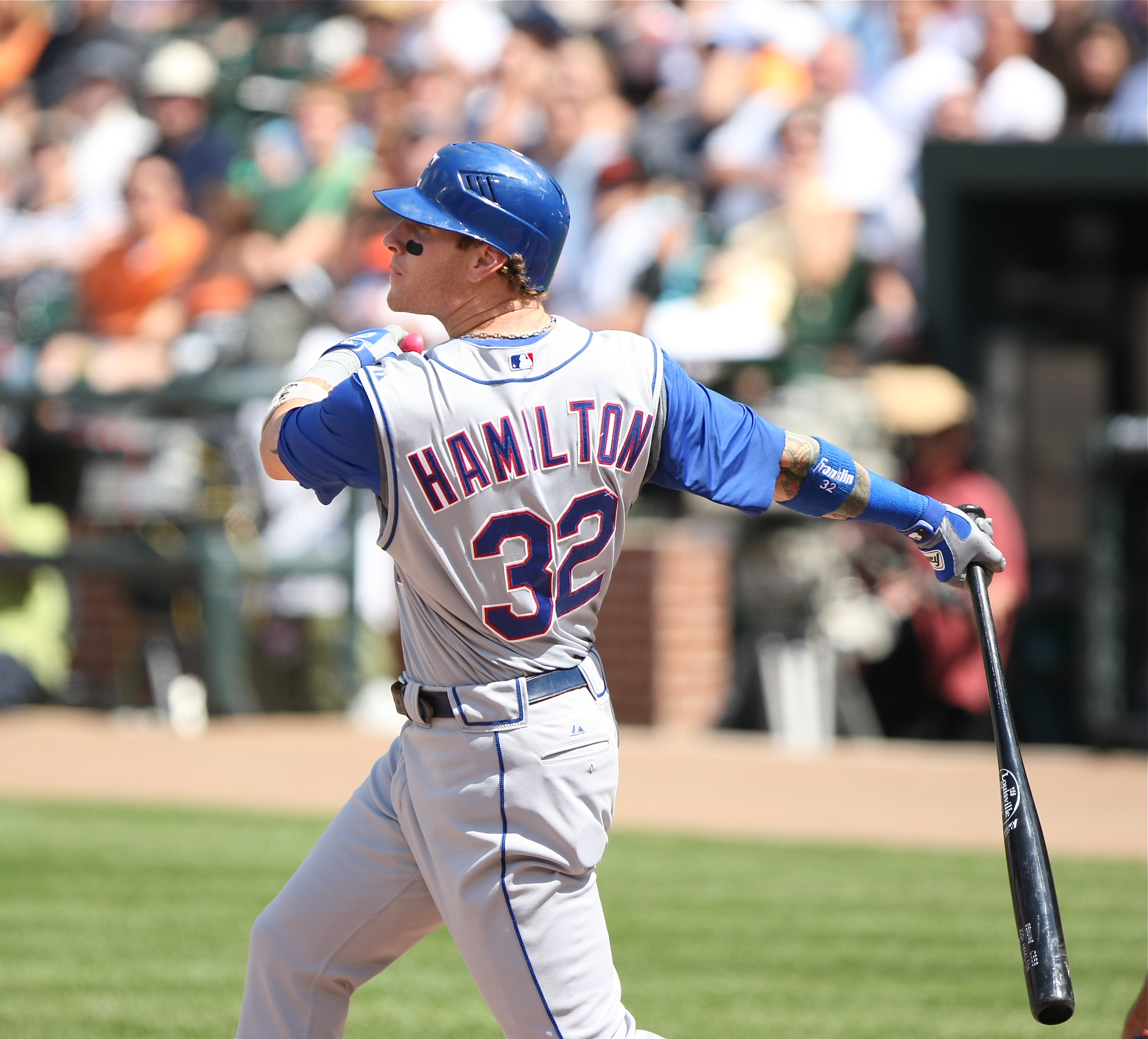
Josh Hamilton en 2008 avec les Rangers.

Il domine les majeures avec une moyenne au bâton de ,359 en 2010 et remporte le championnat des frappeurs de la Ligue américaine. Même s'il rate le dernier mois de la saison régulière en raison d'une côte fracturée, il affiche la meilleure moyenne de puissance (,633) de tout le baseball.
Sa moyenne de présence sur les buts (,411) est la deuxième plus élevée de l'Américaine. Il termine la saison régulière avec 186 coups sûrs, 40 doubles, 32 circuits, 100 points produits et 95 points marqués.
En octobre 2010, il est nommé joueur par excellence de la Série de championnat 2010 de la Ligue américaine. En six parties contre les Yankees de New York, il maintient une moyenne au bâton de ,350 avec sept coups sûrs en 20, quatre coups de circuit, sept points produits et six points marqués. Sa performance aide la franchise du Texas à atteindre la Série mondiale pour la première fois de son histoire, mais la finale de 2010 se termine par une défaite des Rangers aux mains des Giants de San Francisco.
En novembre, on lui décerne le Bâton d'argent pour ses performances offensives durant l'année. Il s'agit d'un honneur qu'il reçoit pour la seconde fois en trois saisons.
Hamilton participe en 2010 à son troisième match d'étoiles en trois ans et, à la fin novembre, est voté joueur par excellence de la saison dans la Ligue américaine. Au scrutin, il reçoit 22 des 28 votes de première place pour terminer devant Miguel Cabrera des Tigers, Robinson Canó des Yankees et José Bautista des Blue Jays.

#### Saison 2011
Le 10 février 2011, Hamilton prolonge son contrat chez les Rangers de deux ans (2011 et 2012) contre 24 millions de dollars.
À l'instar de son équipe, il connaît un bon début de saison 2011 : après 11 parties, Hamilton frappe pour ,333 et les Rangers ont déjà neuf victoires. Mais dans le match du 12 avril contre les Tigers, Hamilton se fracture l'humérus du bras droit lors d'une glissade au marbre. Une absence de six à huit semaines est anticipée et il revient au jeu le 23 mai. Il joue 121 matchs pour Texas durant l'année. Malgré sa longue absence et des statistiques offensives légèrement à la baisse, l'attaque des Rangers n'en souffre pas trop puisqu'elle est supportée par Michael Young et Adrián Beltré. Hamilton présente une moyenne au bâton de ,298 avec 25 circuits et 94 points produits. Il est élu sur la formation de départ de la Ligue américaine pour le match des étoiles du 12 juillet à Phoenix et honore ainsi sa quatrième sélection.
La saison régulière est marquée par une tragédie à laquelle Hamilton est malgré lui associée : le 7 juillet au Rangers Ballpark d'Arlington, le voltigeur des Rangers récupère une fausse balle revenue sur le terrain après un ricochet. Machinalement, Hamilton l'envoie dans les gradins, offrant ainsi un souvenir aux spectateurs. Mais l'un d'entre eux, un homme de 39 ans, fait une chute fatale de six mètres en tentant d'attraper la balle. Le 30 septembre à Arlington, le fils de six ans du défunt est invité à lancer à Josh Hamilton le lancer protocolaire du match.
Hamilton aide en 2011 les Rangers à atteindre la Série mondiale pour la deuxième année de suite. Après avoir frappé pour ,308 avec cinq points produits en six matchs de Série de championnat de la Ligue américaine contre les Tigers de Détroit, Hamilton ajoute 6 points produits en grande finale face aux Cardinals de Saint-Louis. Dans le sixième match de la série, il frappe un circuit de deux points aux dépens du releveur Jason Motte pour donner les devants 9-7 aux Rangers et les amener à trois retraits d'un titre mondial. Texas perd cependant cette partie après un dramatique revirement et concède le championnat aux Cardinals le lendemain.

#### Saison 2012
Le 8 mai 2012, dans une victoire de 10-3 des Rangers sur les Orioles à Baltimore, Hamilton frappe 4 coups de circuit dans le même match. Terminant sa journée avec 8 points produits, Hamilton égale un record du baseball majeur et devient le 16e joueur à réussir cet exploit en 118 ans, le premier depuis Carlos Delgado en 2003.
Hamilton est le second joueur de l'histoire des Rangers à frapper 9 circuits dans les 20 premières parties de la saison, rééditant la performance de Pete Incaviglia en 1987. Ses 9 circuits en avril égalent le record d'équipe partagé avec Ivan Rodriguez (2000), Alex Rodriguez (2002), Carl Everett (2003) et Ian Kinsler (2007). Avec 20 points marqués, 25 points produits et une moyenne au bâton de ,395 en avril 2012, Hamilton est nommé joueur du mois dans la Ligue américaine, un honneur qu'il reçoit pour la quatrième fois de sa carrière.
En mai, Hamilton frappe pour ,344 avec 33 coups sûrs en 25 matchs, dont 12 circuits. Il produit 32 points et mène la ligue pour la moyenne de puissance (,781). Ceci lui vaut une fois de plus les honneurs de joueur du mois dans la Ligue américaine.
Hamilton dispute 148 parties en 2012. Il est deuxième du baseball majeur avec 43 circuits, un de moins que Miguel Cabrera des Tigers et deuxième derrière ce même joueur avec 128 points produits. Il se classe second de la Ligue américaine avec une moyenne de puissance de ,577. Sa moyenne au bâton s'élève à ,285 avec 160 coups sûrs, 31 doubles et 103 points marqués. Il est invité pour la cinquième année de suite au match des étoiles. L'année se termine toutefois sur une mauvaise note dans la dernière série de l'année qui voit les Rangers échapper le championnat de division en perdant trois fois de suite contre les A's d'Oakland et il est critiqué pour une erreur en défensive lors du dernier match de la saison régulière,. Les Rangers subissent une rapide élimination en séries éliminatoires lorsqu'ils perdent le match de meilleur deuxième 5-1 contre Baltimore. Hamilton est 0 en 4 dans cette partie avec deux retraits sur des prises.
Hamliton devient joueur autonome après la saison 2012.

## Angels de Los Angeles

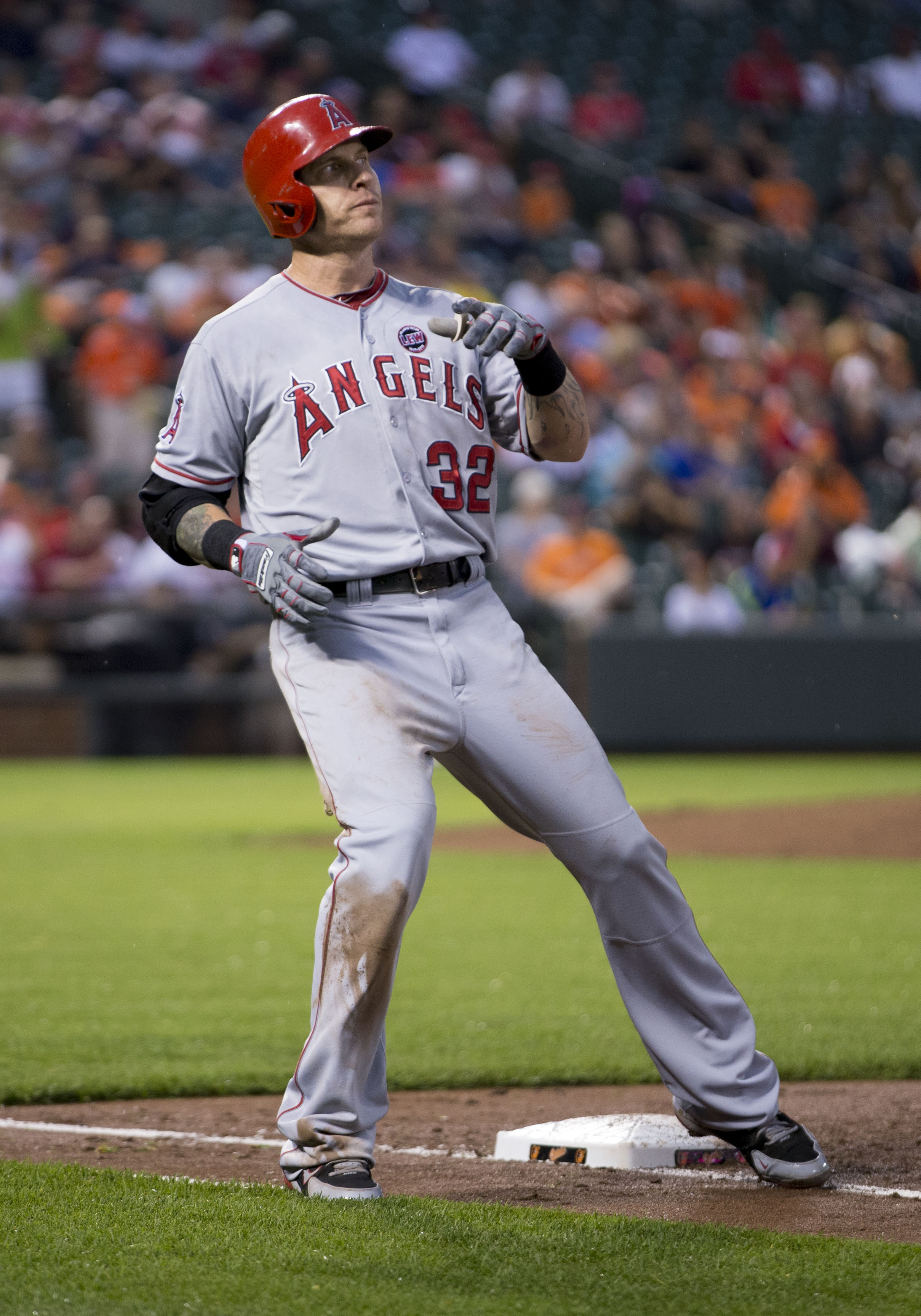
Hamilton avec les Angels en 2013.

Le 15 décembre 2012, Josh Hamilton rejoint les Angels de Los Angeles, avec qui il signe un contrat de 125 millions de dollars pour cinq saisons.
Dès son arrivée à Anaheim, ses performances offensives déclinent : en 2013, il frappe 21 circuits, la moitié moins que la saison précédentes, et produit 79 points. Au terme de 151 matchs joués, sa moyenne au bâton a chuté à ,250 et sa moyenne de puissance dégringole de ,577 en 2012 à seulement ,432.
Opéré au pouce en avril 2014, Hamilton en arrache toute l'année qui suit : il est régulièrement chahuté par les supporteurs des Angels au cours d'une campagne où il ne frappe que pour ,263 de moyenne au bâton avec 10 circuits en seulement 89 matchs.
En février 2015, Hamilton a subi une opération à l’épaule gauche pour réparer l’articulation acromio-claviculaire. Lors de sa convalescence, il a été révélé qu'Hamilton avait rechuté dans sa dépendance à la drogue, ce qu'il a signalé à la ligue. Un arbitre externe a déclaré que l'action de Hamilton ne violait pas la politique antidopage de la ligue et que, par conséquent, Hamilton ne pouvait pas être suspendu. Cependant, le propriétaire des Angels, Arte Moreno, a annoncé qu'il ne voulait pas que Hamilton revienne dans l'équipe et qu'il prévoyait d'échanger Hamilton avant de mettre en place un programme de rééducation. De plus, toutes les marchandises liées à Hamilton, y compris les maillots, ont été rappelées des grands magasins et des boutiques de souvenirs et un programme d'échange a été mis en place.

## Retour chez les Rangers
Le 27 avril 2015, Hamilton est retourné à son ancienne équipe, les Rangers du Texas. Ces derniers promettent aux Angels de leur échanger un joueur dont l'identité sera connue ultérieurement, ou encore de leur verser une somme d'argent. Au moment de la transaction, Hamilton est sur la liste des joueurs blessés et n'a toujours pas disputé un match dans la saison 2015.
Hamilton a été opté pour le niveau Triple-A des ligues mineures pour une mission de réadaptation avant de faire partie de la liste des ligues majeures le 24 mai. Il est revenu le 25 mai lors d'un match du Memorial Day contre les Indians de Cleveland, obtenant un coup sûr lors de son premier match de retour avec les Rangers. Limité à 50 matchs en 2015, Hamilton avait une moyenne au bâton de 0,253, 8 circuits et 25 points produits.
En 2016, Hamilton a commencé à avoir des problèmes de genou, ce qui a retardé ses chances de jouer cette année-là. Par la suite, ses chances de jouer en 2016 ont été complètement déjouées après avoir subi une opération au genou pour la troisième fois en 9 mois. Les Rangers ont libéré Hamilton le 23 août 2016.
Le 16 janvier 2017, Hamilton a signé un contrat d'un an en ligue mineure avec les Rangers. Pour faire partie de l'effectif, il a été présenté comme joueur de premier but. Au cours du processus de rééducation, il a commencé à ressentir une gêne au niveau de son genou gauche, le même qui avait été réparé chirurgicalement il y a plusieurs mois. Il a été déterminé que Hamilton avait un cartilage déchiré au genou qui causait l'inconfort et nécessitait une intervention chirurgicale, l'éloignant ainsi des activités de baseball pour une durée indéterminée. Le 21 avril 2017, les Rangers ont libéré Hamilton après qu'il a été révélé qu'il avait subi une blessure au genou droit.

## Vie personnelle
Le combat de Josh Hamilton contre la dépendance aux drogues et à l'alcool est de notoriété publique et bien documenté, notamment par le principal intéressé qui n'évite pas les questions à ce sujet.
De son boni de 3,96 millions de dollars US reçus à la signature de son premier contrat en 1999, Hamilton disait en 2006 avoir tout dilapidé, sauf 85 000 dollars, en drogues et en cures de désintoxications. Il affirme avoir tenté à peu près toutes les drogues disponibles, principalement le crack et la cocaïne, et avoir fait des tentatives de suicide à au moins trois reprises. Il dit avoir renoncé aux drogues et à l'alcool après avoir été confronté par sa grand-mère. En 2008, il affirme ne pas avoir consommé de drogues ou d'alcool depuis le 6 octobre 2005.
Il ne joue pas au baseball professionnel de 2004 à 2006 après une série de suspensions imposées par la Ligue majeure de baseball pour violation de sa politique antidrogue,.

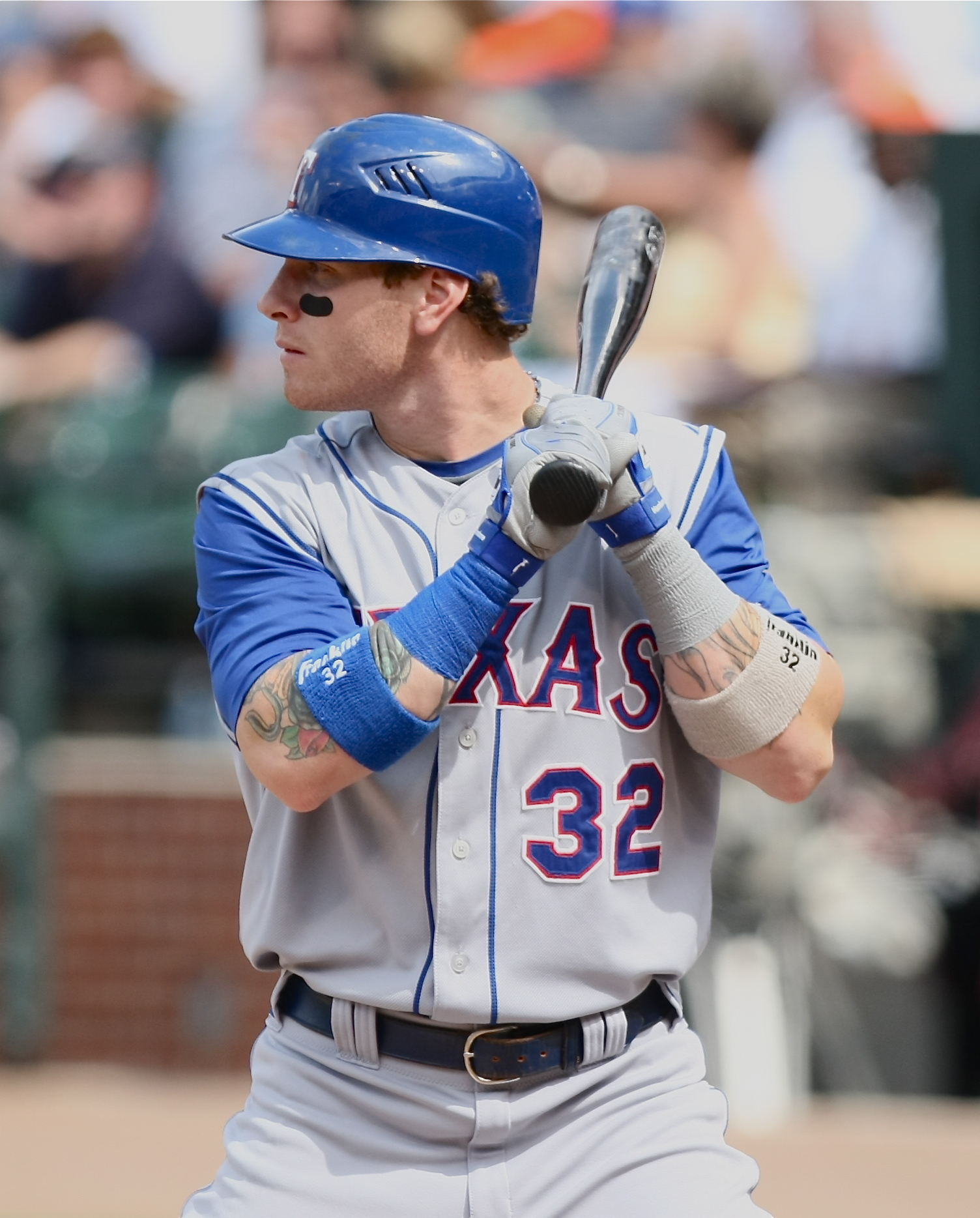
Hamilton en 2008 avec les Rangers du Texas.

En août 2009, le site Deadspin publie des photos de Hamilton, torse nu, dans un bar de Tempe, Arizona. Bien qu'aucune des photos ne montre Hamilton en train de consommer de l'alcool ou des drogues, le principal intéressé admet publiquement avoir fait une rechute en janvier précédent, lorsque les photos ont été prises. Des tests de dépistage conduits par le baseball majeur ne révèlent aucune consommation de drogues.
Les coéquipiers de Hamilton chez les Rangers du Texas, biens au fait des problèmes vécus par le joueur vedette de l'équipe, ont célébré certains événements, par exemple le passage de l'équipe en Série mondiale 2010, en buvant du ginger ale dans le vestiaire plutôt que du champagne afin de ne pas le laisser à l'écart.
Au début février 2012, un journal texan rapporte que Hamilton a été vu dans deux établissements de Dallas, buvant de l'alcool. Le 3 février en conférence de presse, Hamilton admet avoir fait une nouvelle rechute et avoir consommé de l'alcool dans un restaurant puis un bar, mais aucune drogue, et indique s'être immédiatement soumis à des tests de dépistage pour le prouver.
En février 2015, Hamilton fait une rechute et consomme de la cocaïne et de l'alcool. Il contacte lui-même le baseball majeur pour les en informer avant que la drogue ne soit détectée par l'un des trois tests de dépistage auquel il doit se soumettre chaque semaine. Cette situation est un cas difficile pour le baseball majeur, puisque Hamilton subit des tests de dépistage plus fréquents et avait été réadmis au sein de la ligue à des conditions différentes des autres joueurs une décennie plus tôt. Un panel de deux représentants de la ligue et deux représentants de l'Association des joueurs est partagé sur la pertinence ou non d'imposer une sanction. Le 3 avril 2015, un arbitre indépendant chargé de trancher le débat conclut que Hamilton ne peut être suspendu, puisqu'en ayant lui-même avoué la transgression il n'a pas échoué de test de dépistage. Son équipe, les Angels, déjà certains d'être privés de Hamilton, qui récupérait d'une intervention chirurgicale, font part de leur déception à la suite de cette annonce. La décision avait un impact sur les finances de l'équipe, puisqu'un joueur suspendu pour usage de drogues n'est pas rémunéré, et qu'un joueur en cure de désintoxication est admissible à la moitié de son salaire pendant son traitement.

## Statistiques
| Saison | Équipe     | G   | AB   | R   | H   | 2B  | 3B | HR | RBI | SB | BA    |
| ------ | ---------- | --- | ---- | --- | --- | --- | -- | -- | --- | -- | ----- |
| 2007   | Cincinnati | 90  | 298  | 52  | 87  | 17  | 2  | 19 | 47  | 3  | 0,292 |
| 2008   | Texas      | 156 | 624  | 98  | 190 | 35  | 5  | 32 | 130 | 9  | 0,304 |
| 2009   | Texas      | 89  | 336  | 43  | 90  | 19  | 2  | 10 | 54  | 8  | 0,268 |
| 2010   | Texas      | 133 | 518  | 95  | 186 | 40  | 3  | 42 | 100 | 8  | 0,359 |
| Totaux | Totaux     | 468 | 1776 | 288 | 553 | 111 | 12 | 93 | 331 | 28 | 0,311 |

| Saison | Équipe | G  | AB | R | H  | 2B | 3B | HR | RBI | SB | BA   |
| ------ | ------ | -- | -- | - | -- | -- | -- | -- | --- | -- | ---- |
| 2010   | Texas  | 16 | 58 | 9 | 11 | 1  | 0  | 5  | 9   | 4  | .190 |
| Totaux | Totaux | 16 | 58 | 9 | 11 | 1  | 0  | 5  | 9   | 4  | .190 |

Note : G = Matches joués ; AB = Passages au bâton; R = Points ; H = Coups sûrs ; 2B = Doubles ; 3B = Triples ; 
HR = Coup de circuit ; RBI = Points produits ; SB = Buts volés ; BA = Moyenne au bâton.